# 波德拉兹尼奇卡

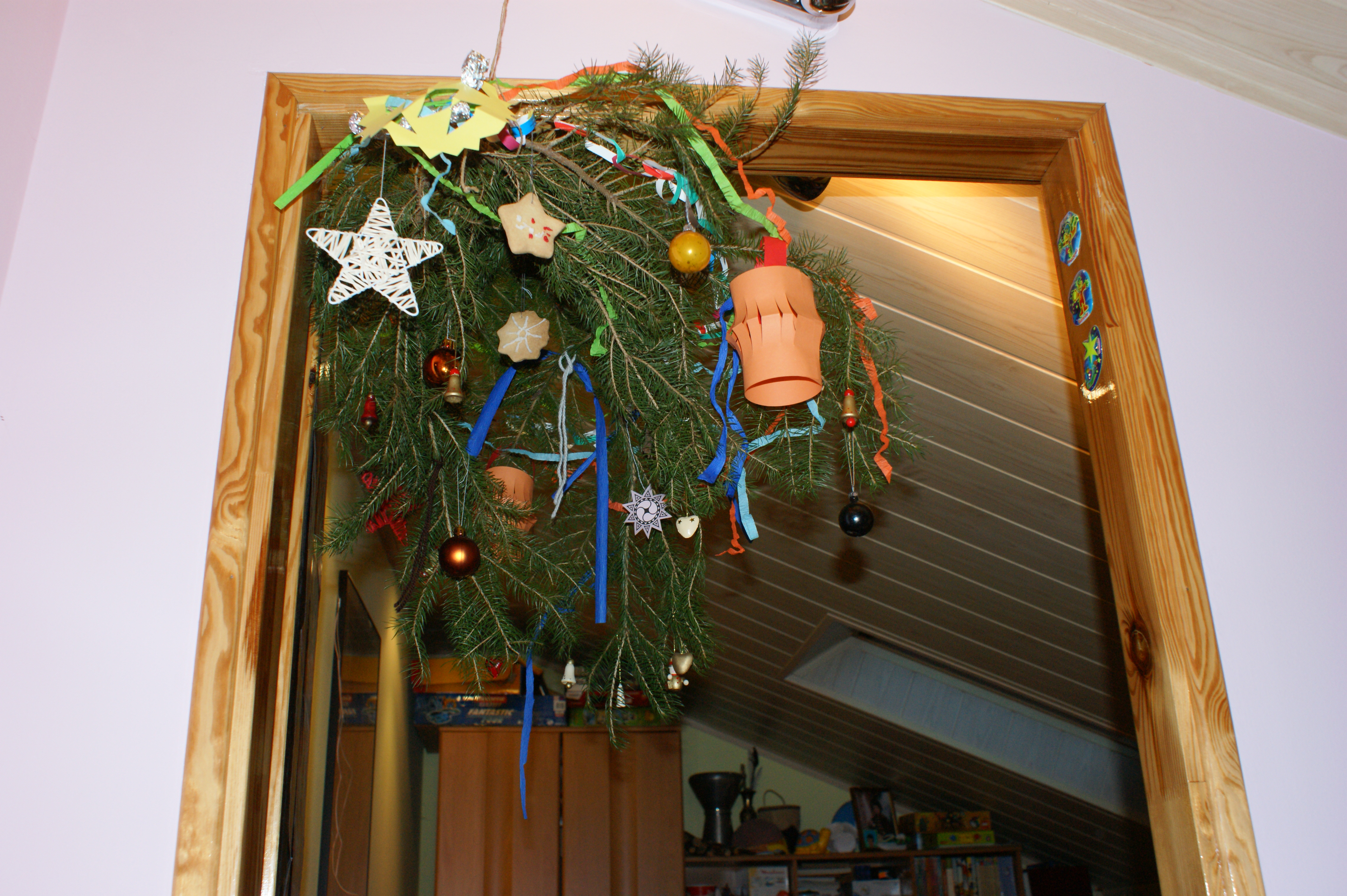
波德拉兹尼奇卡

波德拉茲尼奇卡 （波兰语；斯洛伐克语：polazňička）是波兰和斯洛伐克的传统圣诞装饰。它通常由树枝或倒置的针叶树的顶部制成，然后用彩色剪纸（波兰语：wycinanki）、糖果、苹果、坚果、传统的波兰「świats」或用稻草制成的星星和十字架装饰。平安夜时，「podłaźniczka」会悬挂在波兰圣诞夜晚餐（波兰语：Wigilia）餐桌上方的天花板椽子上。

## 历史
悬挂podłaźniczka的传统可以追溯到古老的斯拉夫人的习俗，即在Koliada（是斯拉夫语中指从圣诞节到主显节这段时间的传统名称）冬季节期间，将装饰好的冷杉、云杉或松树枝悬挂在天花板椽子上。podłaźniczka习俗也与后来的połaźnik民间传统有关。połaźnik是圣诞前夜到访房屋的第一位客人，通常会随身携带装饰好的常青树枝。斯洛伐克和保加利亚也有这种习俗； 在兰科人传统中，则用didok（是乌克兰的一种圣诞装饰物，用一捆小麦制成，是从秋收中取出的象征性祭品）代替。在塞尔维亚，这样的分支被称为šumka od položenjca（塞尔维亚西里尔文：шумка од положења）或polaznikova šumka（塞尔维亚西里尔文：полазникова шумка）。

## 波兰
在波兰，podłaźniczka主要在小波兰（特别是波蘭高地人居住的地区）和上西里西亚地区为人所知。podłaźniczka的制作方法多种多样，可以是针叶树枝 ，倒置的针叶树树梢，或者是上面系有常青树枝的谜语环（przetak）。podłaźniczka被固定在天花板椽子上，通常就在圣诞夜餐桌正上方 ，或者放在神圣的角落。Podłaźniczka被认为是波兰现代圣诞树的原型。 
podłaźniczka通常用彩色剪纸做成的饰物来装饰。它们还用światy（多片威化饼干拼接在一起）来装饰。威化饼干可用来做成各种形状，如十字架、星星等。它们是在圣诞前夜（波兰语：Wigilia ）制作的，因此这种装饰物有另一个名字：wilijki。有时światy会成为一种独立的装饰，在这种情况下，它们被单独悬挂在天花板横梁下。此外，podłaźniczka还会用糖果、苹果、饼干、坚果或镀金亚麻籽来装饰，20世纪后期则用圣诞饰品来装饰。人们认为 podłaźniczka能给家庭带来繁荣和好运，还能保护农场动物免受狼和疾病的侵害。稻草pająk也是一种类似的装饰品。
podłaźniczka也称为połaźniczka、 połaźnik、 podłaźnik、 podłaźnica、jutka、sad、rajski、 boże drzewko、rajskie drzewko、wiecha、和gaik，具体取决于地域。

## 斯洛伐克
在斯洛伐克，还有一种名为「polazňička」的装饰物，它是一种稻草母鸡（例如在上斯皮什地区，它被悬挂在圣诞餐桌上），象征性地对应于绿色针叶树装饰物、圣诞树或polaznik带来的针叶树枝。这也是圣诞仪式面包的名字。在斯洛伐克-摩拉维亚边境地区，polazňička被称为“幸福”，这与波兰人相信podłaźniczka会带来好运有关。